# Sac aeri
Els sacs aeris són òrgans que tenen els ocells i que s'omplen i es buiden d'aire amb cada inspiració i espiració. No hi ha intercanvi gasós; aquesta funció, que consisteix a retenir l'oxigen i expulsar el diòxid de carboni, la fan els pulmons.
Els sacs aeris s'ocupen d'augmentar la lleugeresa de l'ocell, ajudar en la respiració i evitar un augment excessiu de la temperatura causat pel vol. Permeten un flux unidireccional de l'aire, fent que, en el sistema respiratori dels ocells, aquest tingui un major contingut en oxigen que l'aire dels pulmons dels mamífers.
Tenen unes parets molt fines amb epiteli escatós, envoltades d'uns quants vasos sanguinis. Són dilatacions de la membrana bronquial que s'estenen pel cos com una espècie de prolongació dels pulmons i penetren alguns ossos i òrgans. Estan units als pulmons per uns tubs prims.
El nombre de sacs pot variar de set a catorze, encara que la majoria dels ocells té nou sacs aeris: un interclavicular, dos de cervicals, dos a la zona interior del tòrax, dos a la posterior i dos d'abdominals.